# محسن أباد (ملكان)
محسن‌ أباد هي قرية في مقاطعة ملكان، إيران. عدد سكان هذه القرية هو 990 في سنة 2006.